# Katrina Lantos Swett
 Yvonne Katrina Swett (née Lantos le 8 octobre 1955) est la présidente de la Fondation Lantos,,. Elle est également une éducatrice américaine et l'ancienne présidente de la Commission des États-Unis sur la liberté religieuse internationale de 2012 à 2013, puis de 2014 à 2015. Elle se présente sans succès comme candidate démocrate au Congrès, dans le deuxième district congressionnel du New Hampshire, lors des élections de mi-mandat aux États-Unis de 2002.

## Jeunesse, éducation et carrière
Swett est une Américaine de première génération. Son père, Tom Lantos (D-CA), membre du Congrès et survivant de l'Holocauste, et sa mère, Annette Tillemann Lantos, sont venus aux États-Unis depuis la Hongrie après la Seconde Guerre mondiale. Katrina Swett a une sœur aînée, Annette.
Elle saute toutes les classes du lycée et entre directement à l'université à l'âge de 14 ans. Elle est ensuite admise à Yale où sa sœur Annette est déjà étudiante. Elle obtient un diplôme en sciences politiques en 1974, à l'âge de 18 ans, et son Juris Doctor en 1976 à l'Université de Californie, École de droit Hastings. À 21 ans, elle rejoint l'équipe de la commission judiciaire du Sénat, alors dirigée par le sénateur Joe Biden. En 2006, elle obtient son doctorat en histoire avec une spécialisation en droits de l'homme et en politique étrangère des États-Unis à l'Université du Danemark du Sud.
Elle est l'épouse de l'ambassadeur et ancien membre du Congrès Richard Swett, vice-président du cabinet de conseil Swett Associates, Inc.. Swett a rencontré Richard Swett à Yale, où elle est devenue membre de l'Église de Jésus-Christ des saints des derniers jours, en grande partie grâce à sa relation avec Jeffrey R. Holland. Katrina et Richard se sont mariés en 1980. Le couple a sept enfants et vit à Bow, dans le New Hampshire.

## Distinctions
En 2009, Swett reçoit la Croix de Chevalier de l'Ordre du Mérite de la République de Hongrie pour ses efforts dans la création de l'Institut Tom Lantos à Budapest, poursuivant ainsi le travail de son défunt père au profit des minorités ethniques de ce pays. En 2016, en compagnie d'au moins 100 autres récipiendaires de distinctions de l'Etat hongrois, Swett rend sa Croix de chevalier en signe de protestation contre l'éloge du gouvernement hongrois à Zsolt Bayer, écrivain, éditeur, conférencier public et membre du parti Fidesz, pour sa rhétorique qu'elle considère comme étant antisémite, antimusulmane et antiziganiste.
En 2016, le Centre international d'études juridiques et religieuses (ICLRS) et la J. Reuben Clark Law School de l'université Brigham Young décernent à Swett le Prix international de la liberté religieuse en reconnaissance de ses contributions exceptionnelles à la promotion et à la protection de la liberté religieuse.

## Carrière politique
Swett a dirigé deux des campagnes de son père pour le Congrès. Elle a été membre du personnel du Congrès, d'abord comme assistante parlementaire, puis comme conseillère adjointe au sous-comité de justice pénale du comité judiciaire du Sénat.
Elle a coanimé un talk-show politique, Beyond Politics, sur la chaîne 9 de WMUR-TV, avec l'ancienne secrétaire d'État adjointe Elizabeth Tamposi. Elle se présente en 2002 contre le représentant républicain sortant Charles Bass et obtient moins de 41 % des voix, perdant avec 16 % d'écart,.
En 2004, Swett est coprésidente nationale de la campagne pour la présidence de Joe Lieberman. Elle accuse le général Wesley Clark d'apostasie au sein de l'AUMF lors de la guerre en Irak de 2003 et d'avoir créé un lien entre Al-Qaïda et l'Irak. En 2006, elle soutient la campagne de réélection réussie de Joe Lieberman en tant qu'indépendant contre le démocrate Ned Lamont et le candidat républicain Alan Schlesinger.

### Campagne électorale de 2002 à la Chambre des représentants des États-Unis
Katrina Lantos Swett se présente au Congrès en 2002, tentant sans succès de reconquérir le siège précédemment occupé par son mari. Le général Wesley Clark la soutient ; il avait connu les Swetts, alors qu'ils vivaient au Danemark, lorsqu'il était commandant suprême des forces alliées en Europe (SACEUR) Elle reçoit le soutien financier de ses parents, Nancy Pelosi, John et Lisa Pritzker, une superviseure de San Francisco et son mari, Warren Hellman, Herbert Sandler et Marion Sandler, Steven Spielberg, Kate Capshaw, David Geffen et d'autres Californiens.

### Campagne sénatoriale américaine de 2008

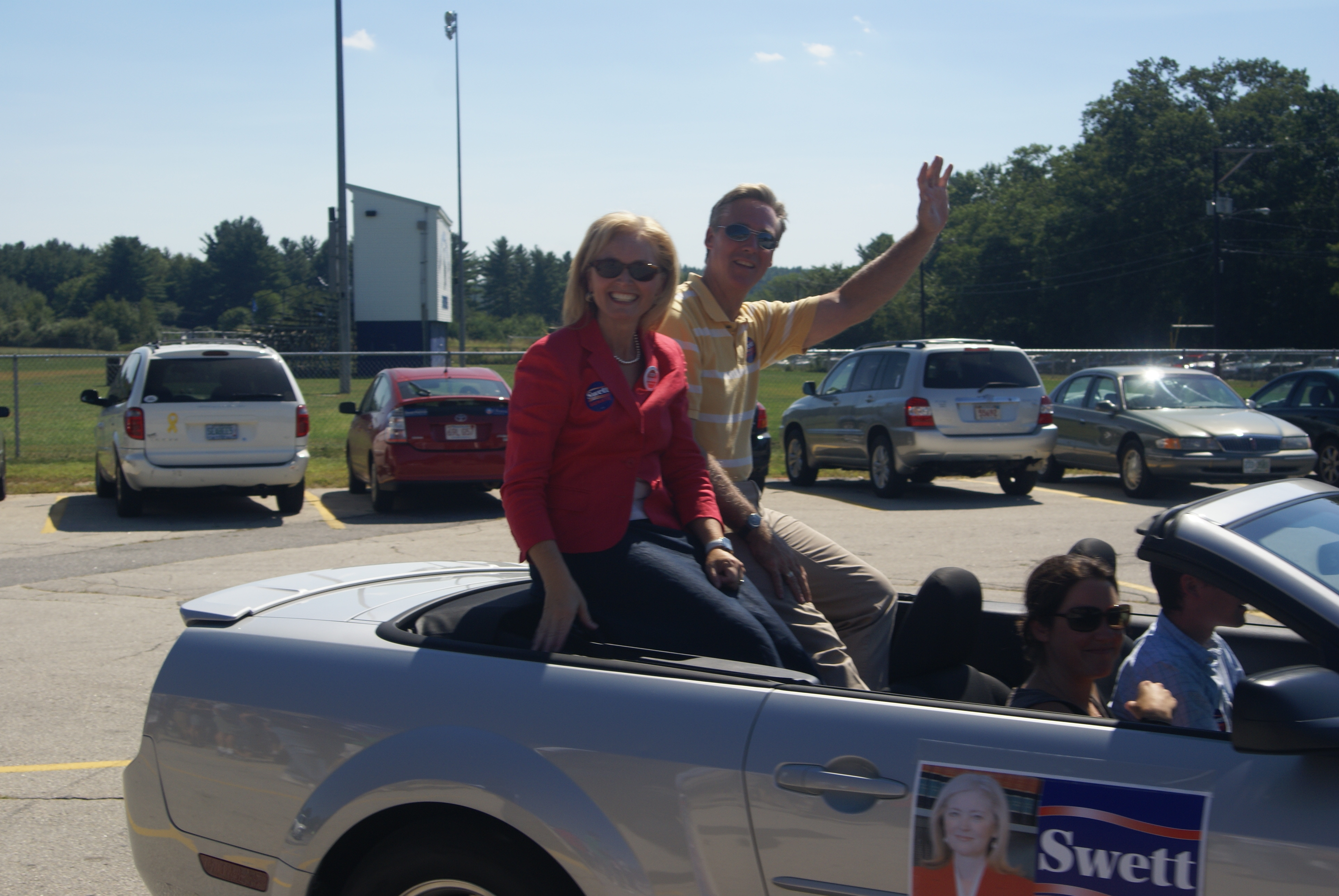
Katrina et Dick Swett, au défilé de la fête du travail de Milford en 2008

Le 18 janvier 2007, Katrina Lantos Swett annonce sa candidature au Sénat américain lors des élections de 2008 dans le New Hampshire, avec l'espoir d'être nommée candidate démocrate pour détrôner le républicain sortant John E. Sununu. Elle commence à collecter des fonds pour la campagne sénatoriale de 2008. Quand l'ancienne gouverneure et candidate de 2002, Jeanne Shaheen, annonce sa candidature, Swett se retire et soutient Shaheen, qui remporte ensuite l'élection.

### Campagne électorale de 2010 à la Chambre des représentants des États-Unis
Le 14 janvier 2010, Katrina Lantos Swett annonce sa candidature à la primaire démocrate pour le Congrès dans le 2e district congressionnel du New Hampshire lors des élections de 2010. Son adversaire, plus à gauche, Ann McLane Kuster, remporte les élections primaires, mais Kuster perd les élections générales face à son adversaire républicain, Charles Bass.
Ann Kuster remporte les élections générales de 2012 lors de la campagne pour la Chambre des représentants des États-Unis.

## Défenseure des droits humains et de la liberté religieuse
Katrina Lantos Swett a apporté une contribution significative à la défense des droits humains. Elle est présidente de la Fondation Lantos pour les droits humains et la justice, créée en 2008 pour pérenniser l'héritage de son père. Elle a été vice-présidente et présidente de la Commission des États-Unis pour la liberté religieuse internationale. En outre, elle est coprésidente du conseil d'administration du Committee for Human Rights in North Korea (Comité pour les droits de l'homme en Corée du Nord) (HRNK).  
Depuis 2021, elle copréside le Sommet annuel sur la liberté religieuse internationale (IRF) avec Sam Brownback, ancien ambassadeur itinérant pour la liberté religieuse internationale.
- (en) Cet article est partiellement ou en totalité issu de l’article de Wikipédia en anglais intitulé « Katrina Swett » (voir la liste des auteurs).